# Þórvaldr Hjaltason
Þórvaldr Hjaltason (Thorvald) fue un escaldo de Islandia al servicio del rey Erico el Victorioso de Suecia. Participó en la batalla de Fýrisvellir contra Styrbjörn el Fuerte y sus jomsvikings. Tras la victoria, el rey Erico mandó construir túmulos en Gamla Uppsala y prometió una gran premio a quien pudiera componer un poema sobre tal victoria. Entre sus filas se encontraba Þórvaldr Hjaltason, quien inmediatamente compuso un poema, por el cual recibió como recompensa un brazalete de oro. A partir del triunfo en la batalla, el rey Erico fue conocido como «el Victorioso»:
Los dos lausavísur de Þórvaldr:
| Farið til Fýrisvallar, folka tungls, hverr's hungrar, vörðr, at virkis garði vestr kveldriðu hesta ; þar hefr hreggdrauga höggvit (hóllaust es þat) sólar elfar skíðs fyr ulfa Eiríkr í dyn geira. |

| Ilt varð ölna fjalla örkveðjöndum beðjar til Svíþjóðar síðan sveim víkinga heiman ; þat eitt lifir þeira, þeir höfðu lið fleira, (gótt vas) hers (at henda) hundmargs, es rann undan. |

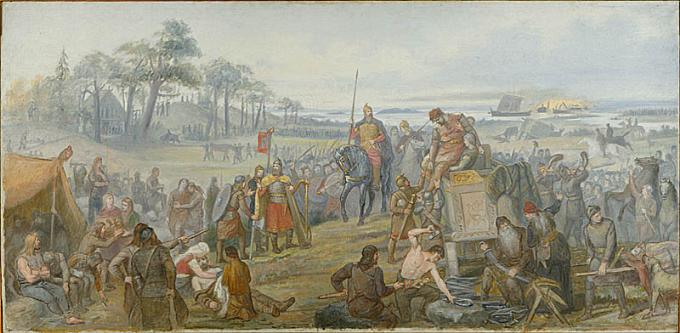
Tras la batalla de Fýrisvellir, obra de Mårten Eskil Winge (1888).

Posiblemente otros poemas de Styrbjarnar þáttr Svíakappa sean de su autoría.